# Saarepeedi (obec)
Obec Saarepeedi (estonsky Saarepeedi vald) je bývalá samosprávná obec náležející do estonského kraje Viljandimaa. Po komunálních volbách v roce 2013 byla obec začleněna do samosprávné obce Viljandi.

## Sídla
V obci Saarepeedi žil necelý půldruhý tisíc obyvatel ve dvanácti vesnicích Aindu, Auksi, Karula, Kokaviidika, Moori, Peetrimõisa, Saarepeedi, Taari, Tobraselja, Tõnissaare, Võistre a Välgita. Administrativním centrem obce je vesnice Saarepeedi, podle níž je obec pojmenována.

## Pamětihodnosti
- vícero pozůstatků prehistorického osídlení (mohyly, obětní kameny, zbytky sídlišť)
- archeologické pozůstatky hradiště na vrchu Naanu u Saarepeedi[1]
- v Peetrimõise několik budov z někdejšího komplexu panského sídla
- ve Välgitě hlavní budova malého panského sídla
- Karulské a Võisterské jezero[2][3]
- Uuevõidská chráněná krajinná oblast[4] (Karulské jezero)
- Chráněná krajinná oblast Varesemäed[5]